# العلاقات الباهاماسية الكونغوية
العلاقات الباهاماسية الكونغولية هي العلاقات الثنائية التي تجمع بين باهاماس وجمهورية الكونغو.

## مقارنة بين البلدين
هذه مقارنة عامة ومرجعية للدولتين:
| وجه المقارنة                                              | باهاماس      | [[تصنيف:صفحات تستخدم رمز علم غير موجود\|]] جمهورية الكونغو |
| --------------------------------------------------------- | ------------ | ---------------------------------------------------------- |
| المساحة (كم2)                                             | 13.88 ألف    | 342.00 ألف                                                 |
| عدد السكان (نسمة)                                         | 395.36 ألف   | 5.26 مليون                                                 |
| الكثافة السكانية (ن./كم²)                                 | 28.48        | 15.38                                                      |
| العاصمة                                                   | ناساو        | برازافيل                                                   |
| اللغة الرسمية                                             | لغة إنجليزية | لغة فرنسية                                                 |
| العملة                                                    | دولار بهامي  | فرنك وسط أفريقي                                            |
| الناتج المحلي الإجمالي (بليون دولار)                      | 12.16 مليار  | 8.72 مليار                                                 |
| الناتج المحلي الإجمالي (تعادل القوة الشرائية) بليون دولار | 8.92 مليار   | 29.48 مليار                                                |
| الناتج المحلي الإجمالي الاسمي للفرد دولار أمريكي          | 22.82 ألف    | 1.85 ألف                                                   |
| الناتج المحلي الإجمالي للفرد دولار أمريكي                 |              |                                                            |
| مؤشر التنمية البشرية                                      | 0.790        | 0.591                                                      |
| رمز المكالمات الدولي                                      | +1242        | +242                                                       |
| رمز الإنترنت                                              | .bs          | .cg                                                        |
| المنطقة الزمنية                                           | 00           | ت ع م+01:00                                                |

## منظمات دولية مشتركة
يشترك البلدان في عضوية مجموعة من المنظمات الدولية، منها:
| علم المنظمة | اسم المنظمة                                 | تاريخ انضمام باهاماس | تاريخ انضمام جمهورية الكونغو |
| ----------- | ------------------------------------------- | -------------------- | ---------------------------- |
|             | البنك الدولي للإنشاء والتعمير               | 21 أغسطس 1973        | 10 يوليو 1963                |
|             | يونسكو                                      | 23 أبريل 1981        | 24 أكتوبر 1960               |
|             | وكالة ضمان الاستثمار متعدد الأطراف          | 4 أكتوبر 1994        | 16 أكتوبر 1991               |
|             | منظمة الشرطة الجنائية الدولية               | ?                    | ?                            |
|             | مؤسسة التمويل الدولية                       | 8 ديسمبر 1986        | 1 أكتوبر 1980                |
|             | الأمم المتحدة                               | 18 سبتمبر 1973       | 20 سبتمبر 1960               |
|             | مجموعة دول أفريقيا والكاريبي والمحيط الهادئ | ?                    | ?                            |
|             | مؤسسة التنمية الدولية                       | 23 يونيو 2008        | 8 نوفمبر 1963                |
|             | الفريق المعني برصد الأرض                    | ?                    | ?                            |
|             | منظمة حظر الأسلحة الكيميائية                | ?                    | ?                            |
|             | المركز الدولي لتسوية المنازعات الاستشارية   | 18 نوفمبر 1995       | 14 أكتوبر 1966               |